# Finkensteiner Moor
Das Finkensteiner Moor ist der Überrest eines Flachmoores im Westen des Faaker Sees in Kärnten, zwischen Finkenstein und Faak am See. Insgesamt wurden vom Amt der Kärntner Landesregierung 25,46 ha Fläche als Europaschutzgebiet im Mai 2017 vorgeschlagen und im Dezember 2018 offiziell im Rahmen der Natura-2000-Richtlinie ausgewiesen. Als Naturschutzgebiet besteht es bereits seit dem Jahr 1984 mit einer Schutzgebietsfläche von 74,8 ha und liegt zur Gänze im Markt Finkenstein am Faaker See.

## Beschreibung

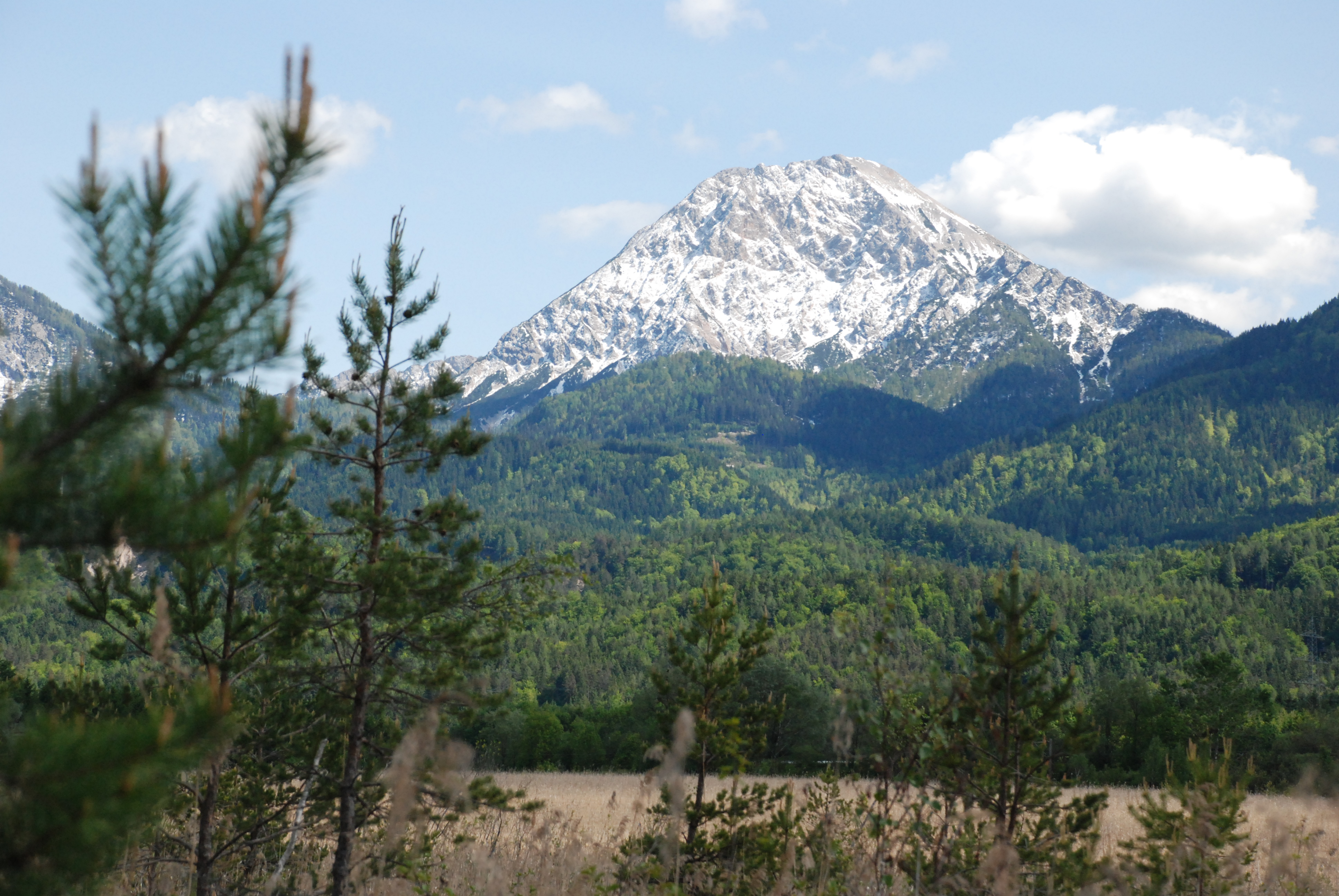
Finkensteiner Moor

Die rund 88 ha große Wiesenfläche um das Finkensteiner Moor wird vom Seebach in Richtung Faaker See entwässert. Sie erhalten Wasser von Süßwasserquellen die im Mittagskogel-Massiv und am Kanzianiberg entspringen. Die gesamte Talregion in dem sich das Finkensteiner Moor befindet ist circa 120 ha groß. Bewachsen sind die Wiesen mit ausgedehnten Schilfbeständen und dienen in den Randbereichen als Streuwiesen. Das Finkensteiner Moor ist ein bedeutender Lebensraum und Brutplatz für Vögel, und während des Vogelzugs ein wichtiger Rast- und Futterplatz. Daneben kommen hier einige seltene Großschmetterlinge, Groß- und Kleinlibellen vor.

## Flora und Fauna

### Fauna
Folgende Arten werden im Anhang II der Directive 92/43/EEC geführt und sind mit * gekennzeichnet:
| Bild                       | Anhang I | EU Code | Art                        | wissenschaftlicher Name |
| -------------------------- | -------- | ------- | -------------------------- | ----------------------- |
| Große Quelljungfer         | *        | A4046   | Große Quelljungfer         | Cordulegaster heros     |
| Schmale Windelschnecke     | *        | A1014   | Schmale Windelschnecke     | Vertigo angustior       |
| Vierzähnige Windelschnecke | *        | A1013   | Vierzähnige Windelschnecke | Vertigo geyeri          |

→ Siehe auch: Liste der Europaschutzgebiete in Kärnten